# Фейргроув (Мічиган)
Фейргроув (англ. Fairgrove) — селище (англ. village) в США, в окрузі Тускола штату Мічиган. Населення — 514 особи (2020).

## Географія
Фейргроув розташований за координатами 43°31′28″ пн. ш. 83°32′36″ зх. д. / 43.52444° пн. ш. 83.54333° зх. д. (43.524484, -83.543436).  За даними Бюро перепису населення США в 2010 році селище мало площу 2,90 км², уся площа — суходіл.

## Демографія
Згідно з переписом 2010 року, у селищі мешкали 563 особи в 225 домогосподарствах у складі 154 родин. Густота населення становила 194 особи/км².  Було 257 помешкань (88/км²).
Расовий склад населення:
| - 96,4 % — білих - 1,1 % — корінних американців - 0,4 % — чорних або афроамериканців - 1,2 % — осіб інших рас |

До двох чи більше рас належало 0,9 %. Частка іспаномовних становила 3,9 % від усіх жителів.
За віковим діапазоном населення розподілялося таким чином: 27,7 % — особи молодші 18 років, 59,5 % — особи у віці 18—64 років, 12,8 % — особи у віці 65 років та старші. Медіана віку мешканця становила 37,3 року. На 100 осіб жіночої статі у селищі припадало 103,2 чоловіків;  на 100 жінок у віці від 18 років та старших — 92,0 чоловіків також старших 18 років.
Середній дохід на одне домашнє господарство  становив 43 357 доларів США (медіана — 36 563), а середній дохід на одну сім'ю — 53 578 доларів (медіана — 42 115). За межею бідності перебувало 14,1 % осіб, у тому числі 17,7 % дітей у віці до 18 років та 11,4 % осіб у віці 65 років та старших.
Цивільне працевлаштоване населення становило 231 осіб. Основні галузі зайнятості: освіта, охорона здоров'я та соціальна допомога — 33,8 %, виробництво — 16,5 %, роздрібна торгівля — 13,4 %.